# Transcortina
A transcortina é uma alfa-globulina.
Liga-se a várias hormonas esteróides, entre a quais:
- Cortisol - Aproximademente 75% do cortisol em circulação no sangue está ligado a esta proteína. Julga-se que o cortisol é biologicamente activo apenas quando não está ligado à transcortina.
- Aldosterona - 60% da aldosterona no sangue está ligada a esta proteína,
- Progesterona

## Produção
A transcortina é produzida no fígado e é regulada por esterogéneos. Portanto, os níveis de transcortina plasmáticos aumentam durante a gravidez. O seu nível diminui durante uma cirrose hepática.